# Grandparigny
Grandparigny is een gemeente in het Franse departement Manche (regio Normandië). De plaats maakt deel uit van het arrondissement Avranches. Grandparigny is op 1 januari 2016 ontstaan door de fusie van de gemeenten Chèvreville, Martigny, Milly en Parigny. De gemeente telde 2.623 inwoners op 1 januari 2022.

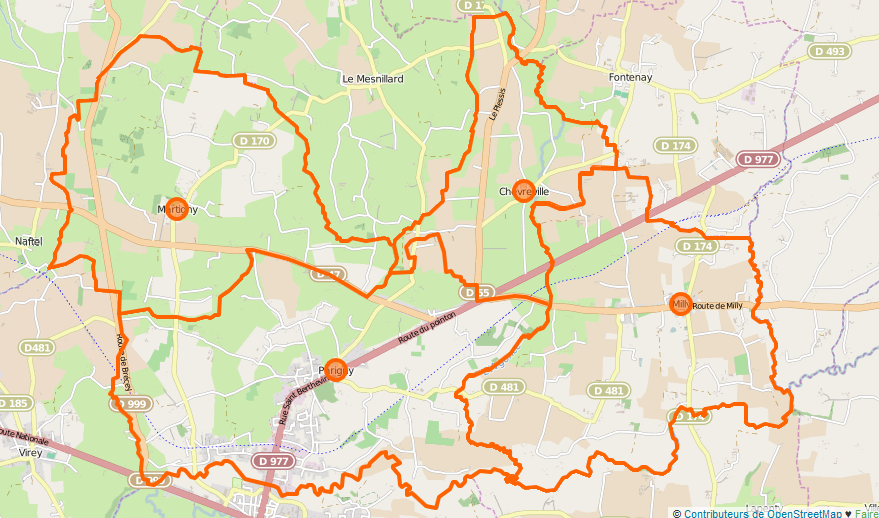
Kaart fusie en omgeving

## Geografie
De oppervlakte van Grandparigny bedroeg op 1 januari 2022 34,61 vierkante kilometer; de bevolkingsdichtheid was toen 75,8 inwoners per km².

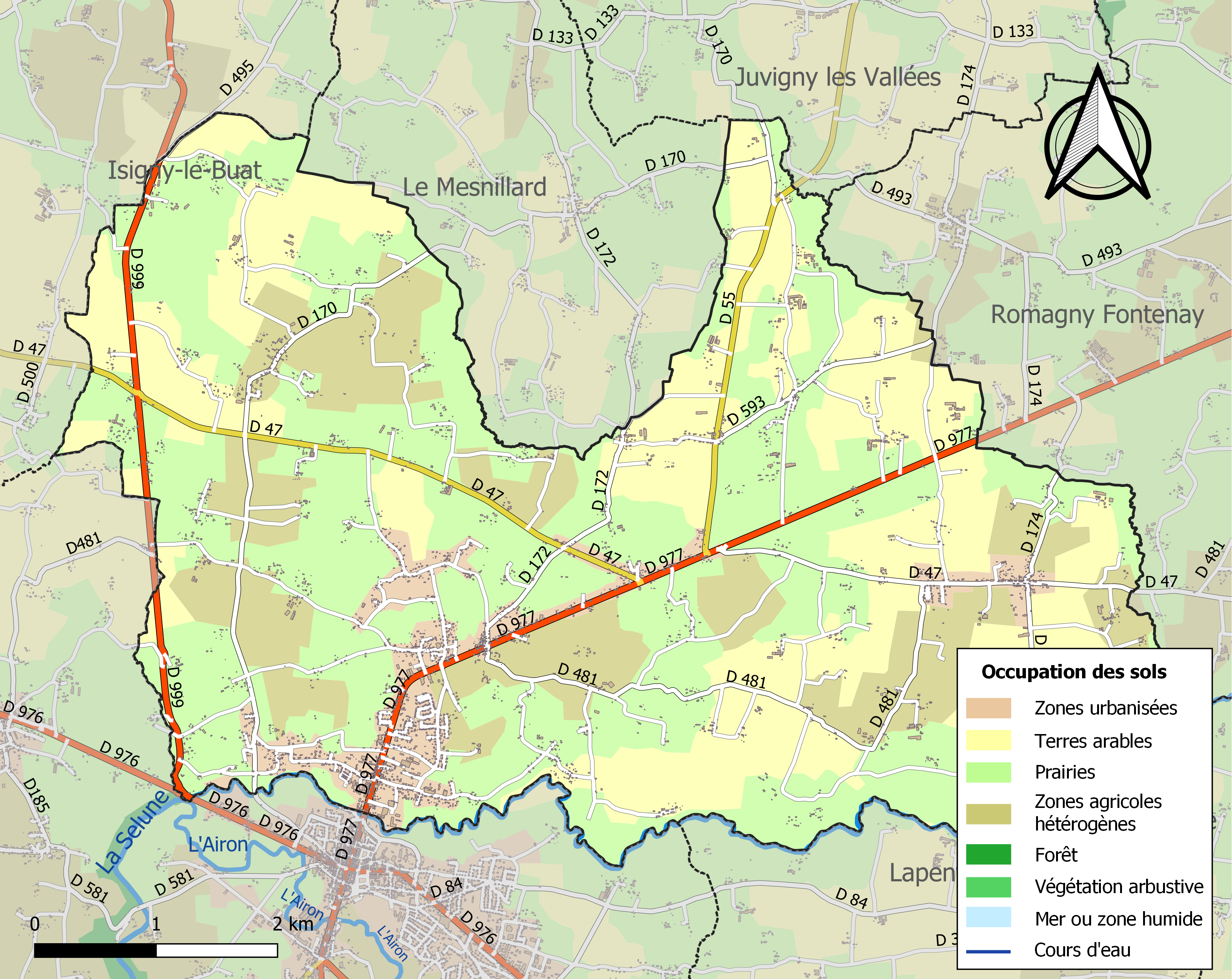
Kaart van de gemeente met de belangrijkste infrastructuur, bodemgebruik en omliggende gemeenten